# Basilique Saint-Nazaire-et-Saint-Celse de Carcassonne
La basilique Saint-Nazaire-et-Saint-Celse de Carcassonne est une église catholique située dans la cité de Carcassonne, en France. Ancienne cathédrale, elle a rang de basilique mineure depuis 1898.
Elle a été construite entre le IXe siècle et le XIVe siècle. Comme l'a écrit Jules de Lahondès dans le compte rendu du Congrès archéologique de France de 1906, « Le joyau de la Cité, c’est son église ».

## Historique

### Origine
La tradition veut que la fondation de la première cathédrale de Carcassonne dédiée aux saints Nazaire et Celse, martyrisés à Milan sous Néron, remonte au VIe siècle, sous le règne de Théodoric le Grand, roi des Ostrogoths, régent du royaume pour Amalaric après son intervention pour combattre Clovis en 508, jusqu'en 526. C'est au IIIe concile de Tolède, en 589, que le roi Récarède Ier abandonne l'arianisme et se convertit au catholicisme. Le premier évêque de Carcassonne historiquement connu, Sergius, y est présent. Il est donc probable que la constitution d'une église à Carcassonne ne remonte qu'à cette époque. L'implantation de la première cathédrale est le sujet de discussions pour savoir si elle était à l'emplacement de l'église Saint-Nazaire ou de l'église Notre-Dame, dans la Cité ou dans le Bourg, au nord de la colline.
On ignore ce qui est advenu à cette cathédrale pendant l'occupation de la Septimanie et de Carcassonne par les musulmans, en 725. Après la prise de Carcassonne par Pépin le Bref, en 759, la tradition veut que Charlemagne ait relevé l'église Saint-Nazaire. Le premier texte authentique mentionnant la cathédrale de Carcassonne sous l'invocation de saint Nazaire date de 925, sous l'évêque Gimer,.

### La cathédrale romane
La basilique Saint-Nazaire,, construite en grès (parement extérieur), est une église d'origine romane dont les parties les plus anciennes remontent au XIIe siècle.
Sous l'impulsion des Trencavel est entrepris la construction d'une nouvelle cathédrale plus vaste, de style roman, à l'emplacement de la cathédrale carolingienne dont il ne subsiste, aujourd'hui, aucune trace. Les pierres de construction sont bénies par le pape Urbain II, le 11 juin 1096. Ces pierres correspondent à une première campagne de construction de l'abside et du chœur,,. De cet édifice ne subsistent que les deux premiers piliers est de la nef et la crypte découverte en 1857, dont l'état dégradé donne à penser qu'il s'agissait d'un ouvrage antérieur. Elle épouse le plan de l'ancienne abside.
Au milieu du XIIe siècle, on édifie la nef actuelle de trois vaisseaux, de six travées voûtées en berceau brisé sur doubleaux pour le vaisseau central et en berceau en plein cintre sur doubleaux pour les collatéraux, sur le modèle du premier état de l'église abbatiale d'Alet, avec une alternance de colonnes cylindriques et de piliers carrés avec des colonnes engagées. Les voûtes des trois vaisseaux sont à peu près au même niveau. La forme des chapiteaux des deux piles est subsistantes réalisées au cours de la première phase des travaux montre qu'il avait été imaginé alors d'avoir des collatéraux moins haut que le vaisseau central.
Les bâtiments ont souffert du siège de Carcassonne de 1209 car pour réparer et renforcer les remparts il a été nécessaire de trouver des pierres qui ont été prises en démolissant le réfectoire, le cellier et les écuries du chapitre. Dès 1215, l'évêque Guy des Vaux-de-Cernay répare les dégâts en abandonnant le tiers des dîmes épiscopales dues par les églises pour reconstruire le réfectoire et le cellier du chapitre. Cette donation est confirmée en 1228 et 1232 ce qui montre que ces travaux n'étaient pas terminés. En 1259, l'évêque Guillaume Radulphe agrandit l'enclos capitulaire jusqu'à la voie publique qui mène à la porte du Razès. Il y fait construire une infirmerie avec une chapelle où il s'est fait inhumé.
La nef a été conservée intacte lors des agrandissements de la cathédrale à l'époque gothique.

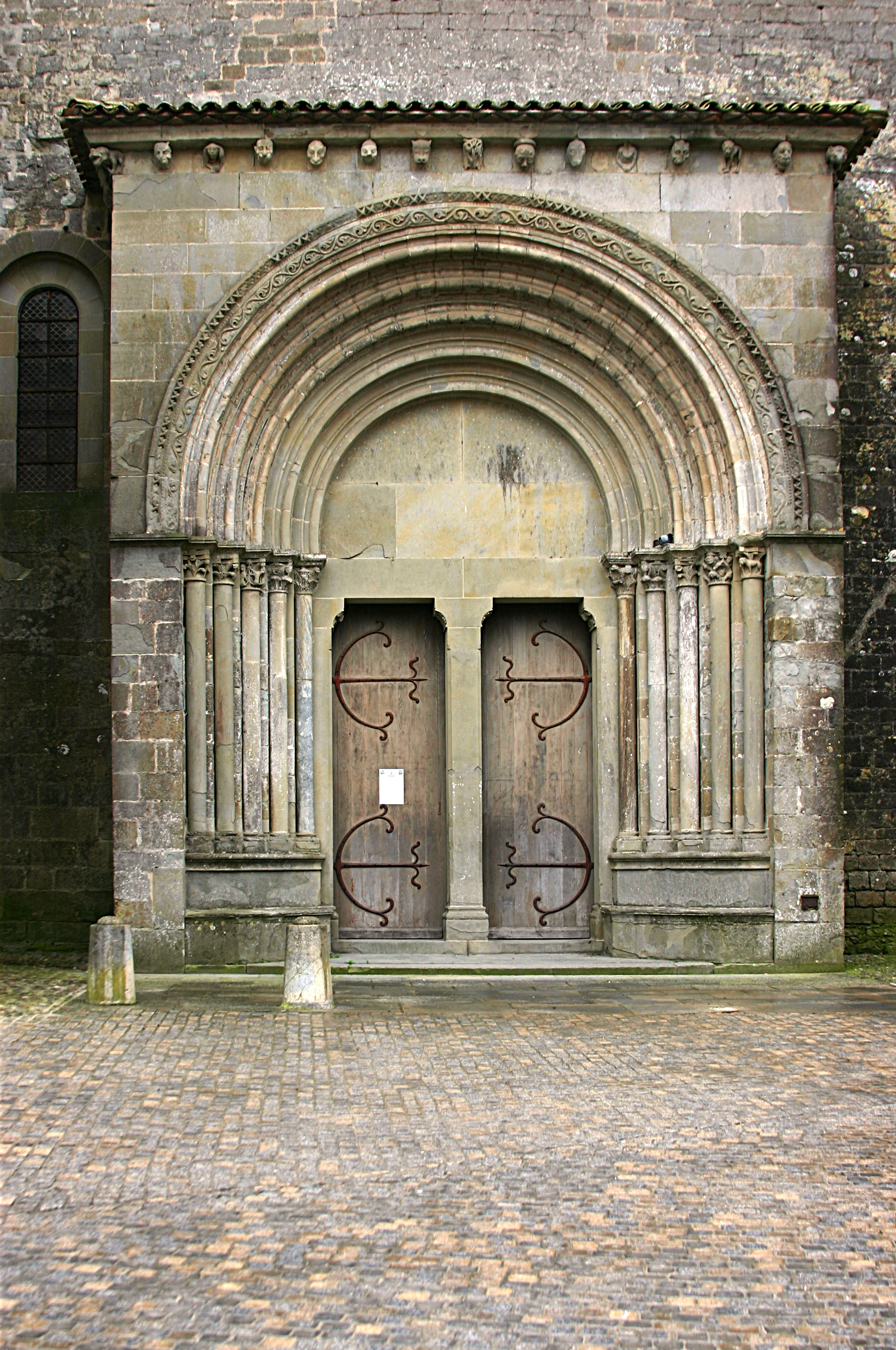
Portail roman.
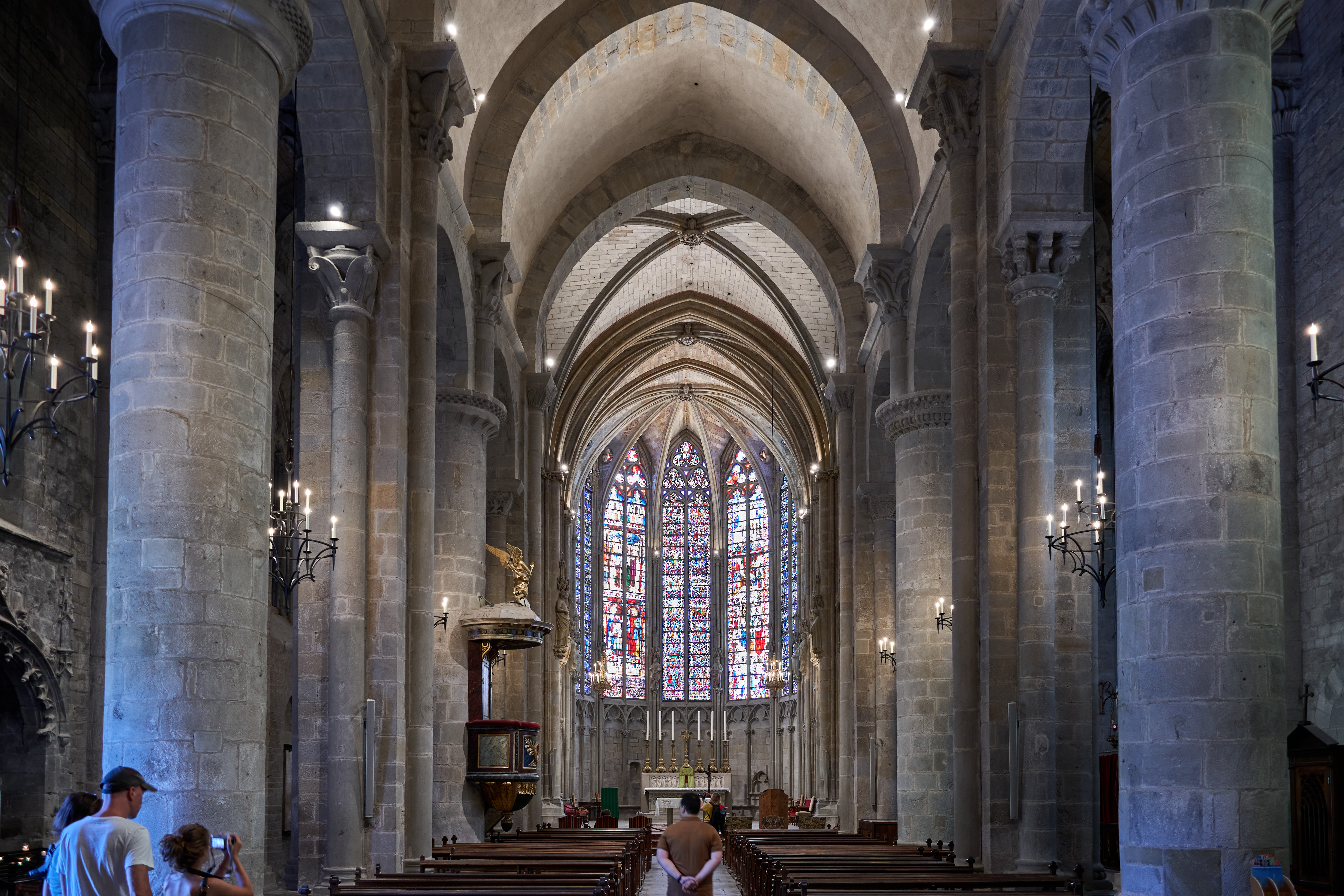
Nef.
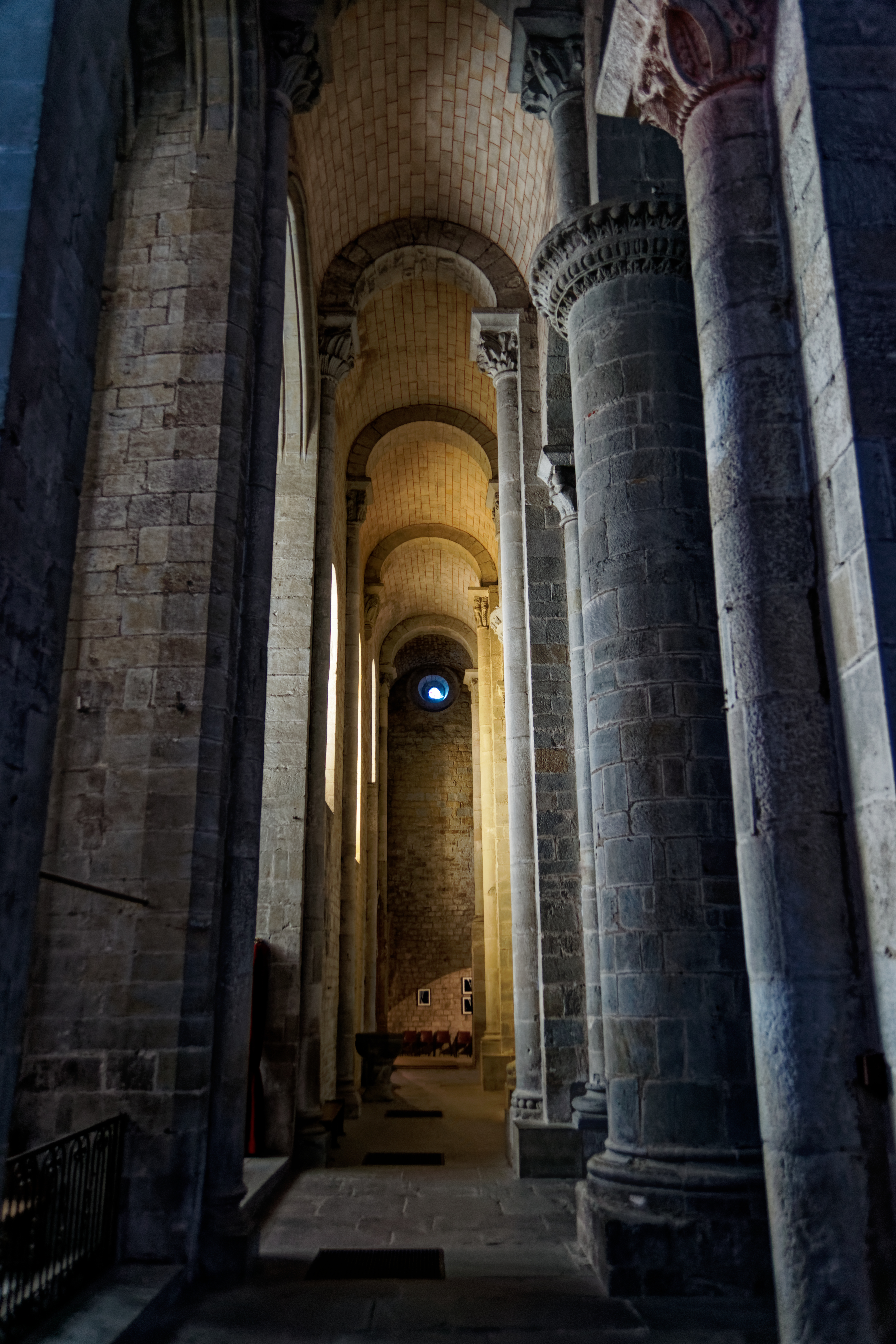
Collatéral.
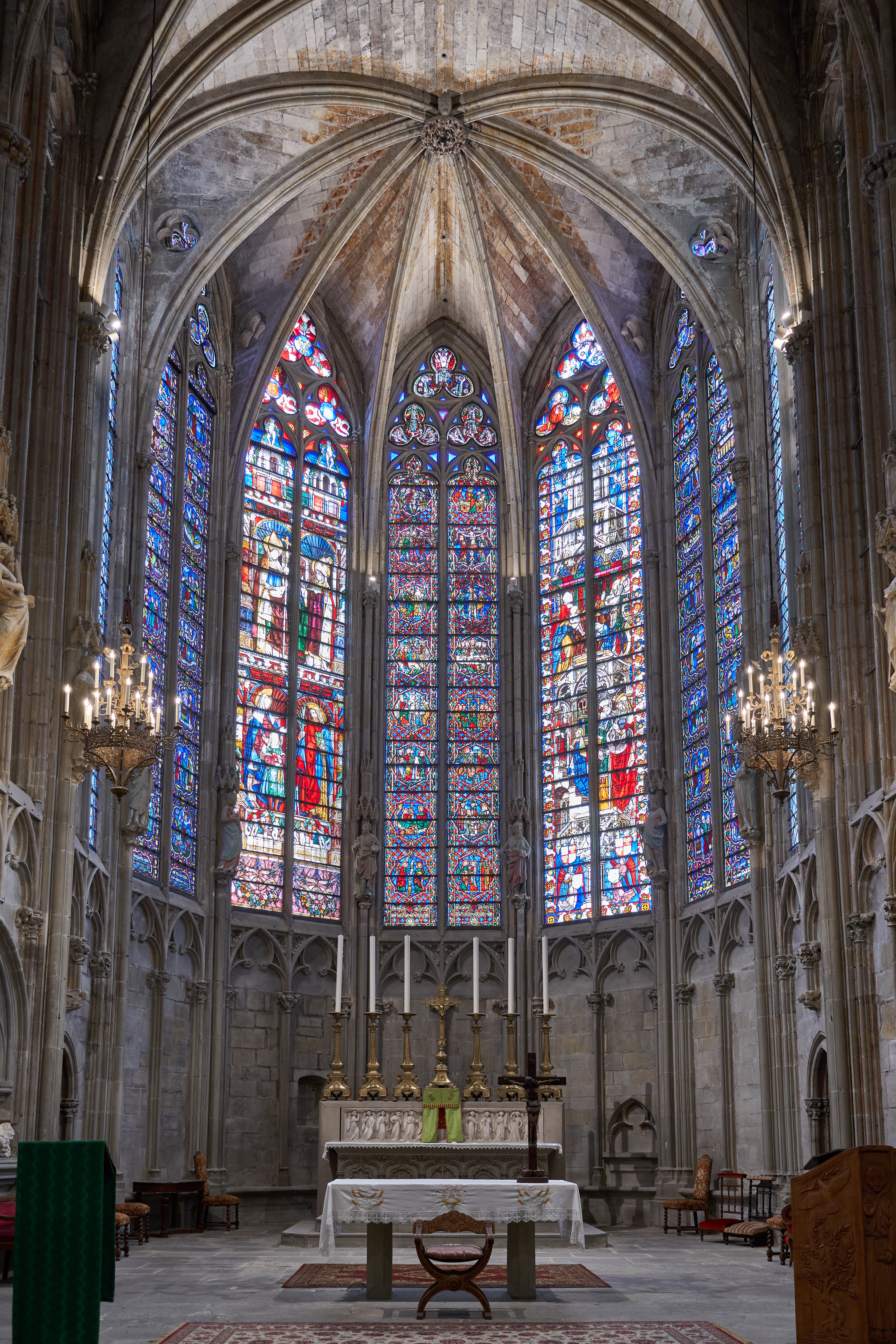
Chœur gothique.
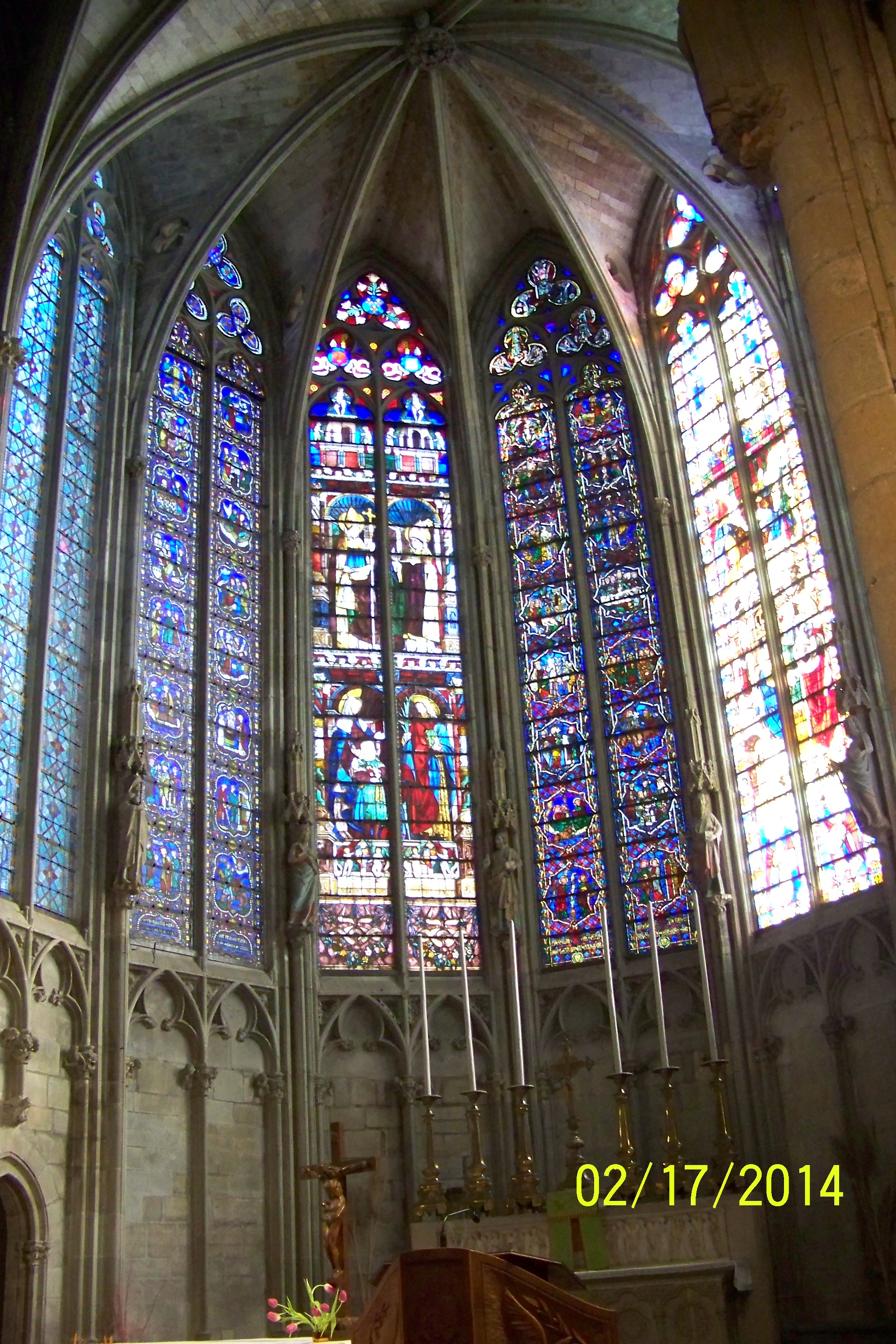
Abside et vitraux.
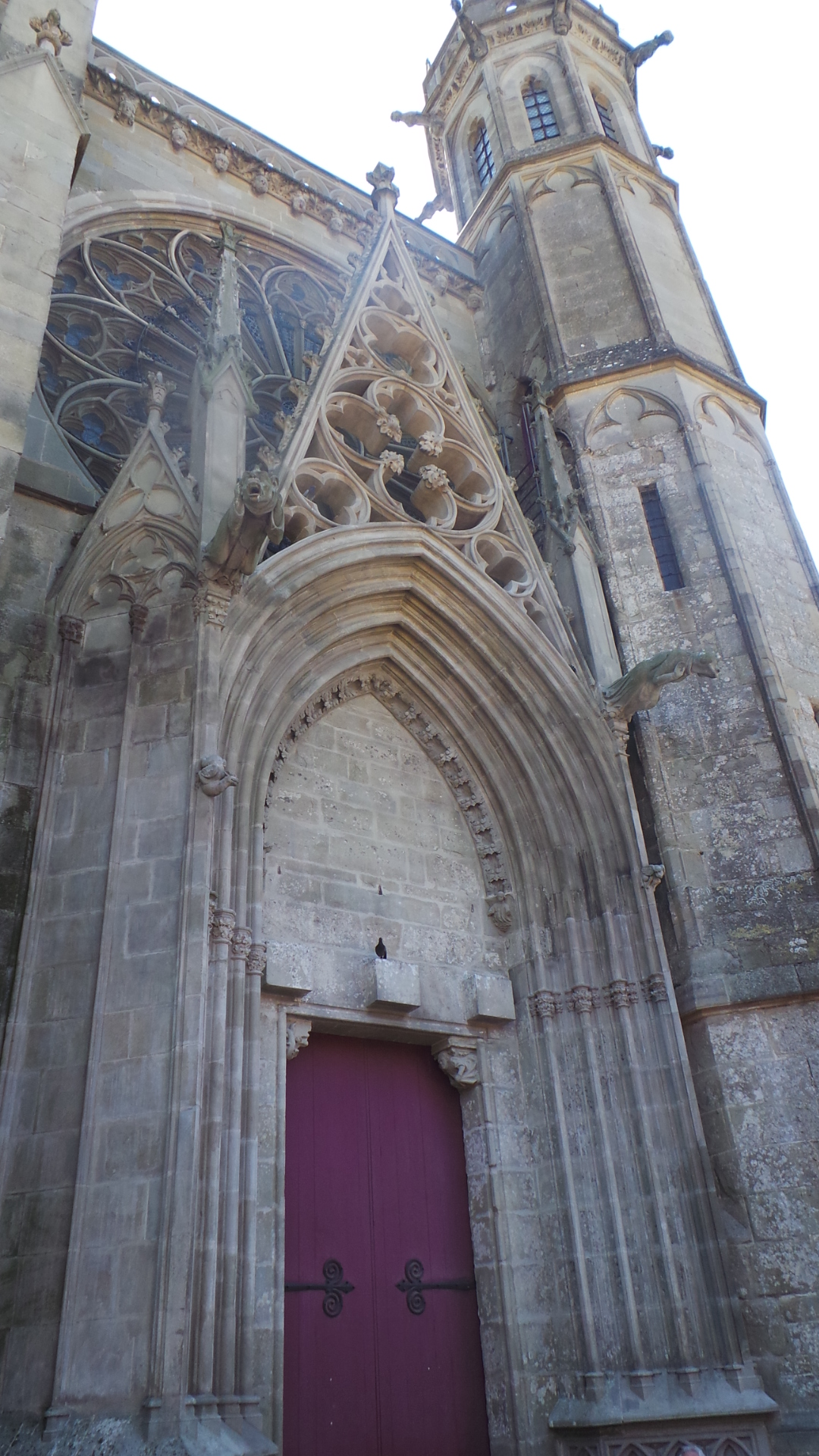
Portail gothique.

### Le chœur et le transept gothique

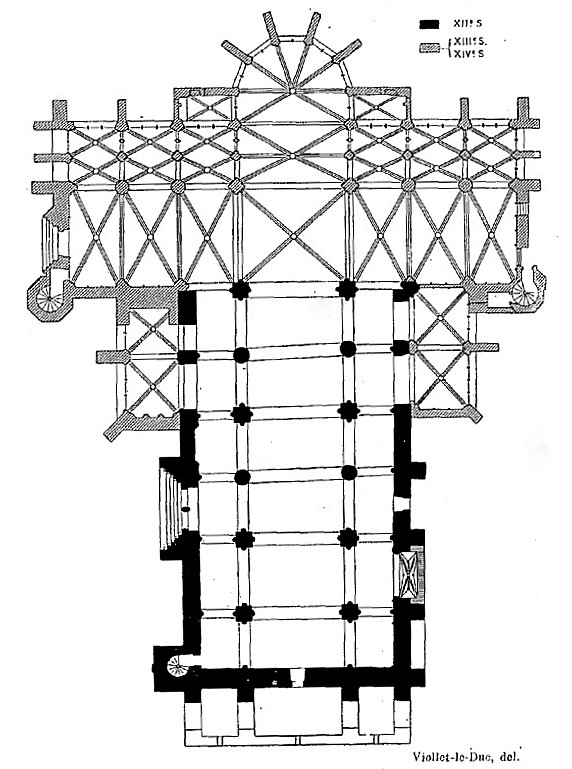
Plan de l'église
par Eugène Viollet-le-Duc
dans Congrès archéologique de France, 1906.

En février 1224, Amaury de Montfort a cédé au roi Louis VIII toutes les terres conquises par son père Simon de Monfort et concédées par l'Église à condition que le pape Honorius III accède aux conditions que le roi lui avait fait parvenir à Rome en janvier pour entrer dans la croisade contre les cathares. Le concile de Bourges tenu entre le 29 novembre 1225 et le 28 janvier 1226 condamne Raymond VII de Toulouse et le dépossède de ses biens. Le roi a réuni le parlement de Paris le 28 janvier 1226 qui accepte de le soutenir dans l'affaire des albigeois. Le cardinal Saint-Ange, légat du pape, a alors procédé à l'excommunication du comte Raymond VII. Le roi prend la croix contre les Albigeois le 30 janvier 1226. Par le traité de Paris, le roi entre en possession des terres de Raimond II Trencavel, vicomte de Carcassonne.
En 1267, l'évêque de Carcassonne Bernard de Capendu et le chapitre ont demandé au roi l'autorisation d'agrandir le chœur et le transept de la cathédrale Saint-Nazaire. Le 7 novembre 1269, le roi a adressé au sénéchal de Carcassonne un mandement les autorisant à prendre deux cannes de la rue pour l'agrandissement de la cathédrale à condition qu'ils donnent un terrain équivalent pour élargir la rue de l'autre côté.
La construction du chœur et du transept de la cathédrale va demander des fonds importants. Pour ce faire, l'évêque Bernard de Capendu va relever tous les droits temporels sur les églises et chapelles devant payer des décimes et gérer ces revenus avec plus de rigueur. La constitution synodale de 1270 a imposé à tous les testateurs de donner à l'œuvre de la cathédrale selon leurs moyens. En 1291, le pape Nicolas IV a accordé une indulgence à ceux qui visitaient la cathédrale les jours de la fête et de l'octave de ses saints patrons Nazaire et Celse. En avril 1298, l'évêque Pierre de La Chapelle-Taillefert attribue à l'œuvre le tiers des revenus confisqués aux prêtres desservants pour cause de non-résidence. Une confrérie est établie pour favoriser la construction.
Après la destruction du chevet roman de la fin du XIe siècle, la cathédrale est agrandie entre 1269 et 1330 dans le style gothique rayonnant importé par les nouveaux maîtres de la région, avec un transept et un chœur très élancés, un décor de sculptures et un ensemble de vitraux qui comptent parmi les plus beaux du sud de la France. Un prélat bâtisseur, Pierre de Rochefort, finança la construction d'une grande partie des décors et l'achèvement des voûtes. Ses armoiries sont visibles dans le chœur, l'abside et le bras sud du transept, tandis que la chapelle du collatéral nord contient le monument commémoratif de la mort du contributeur. Un autre personnage, Pierre Rodier, évêque de Carcassonne, possède son blason dans la chapelle du collatéral sud.

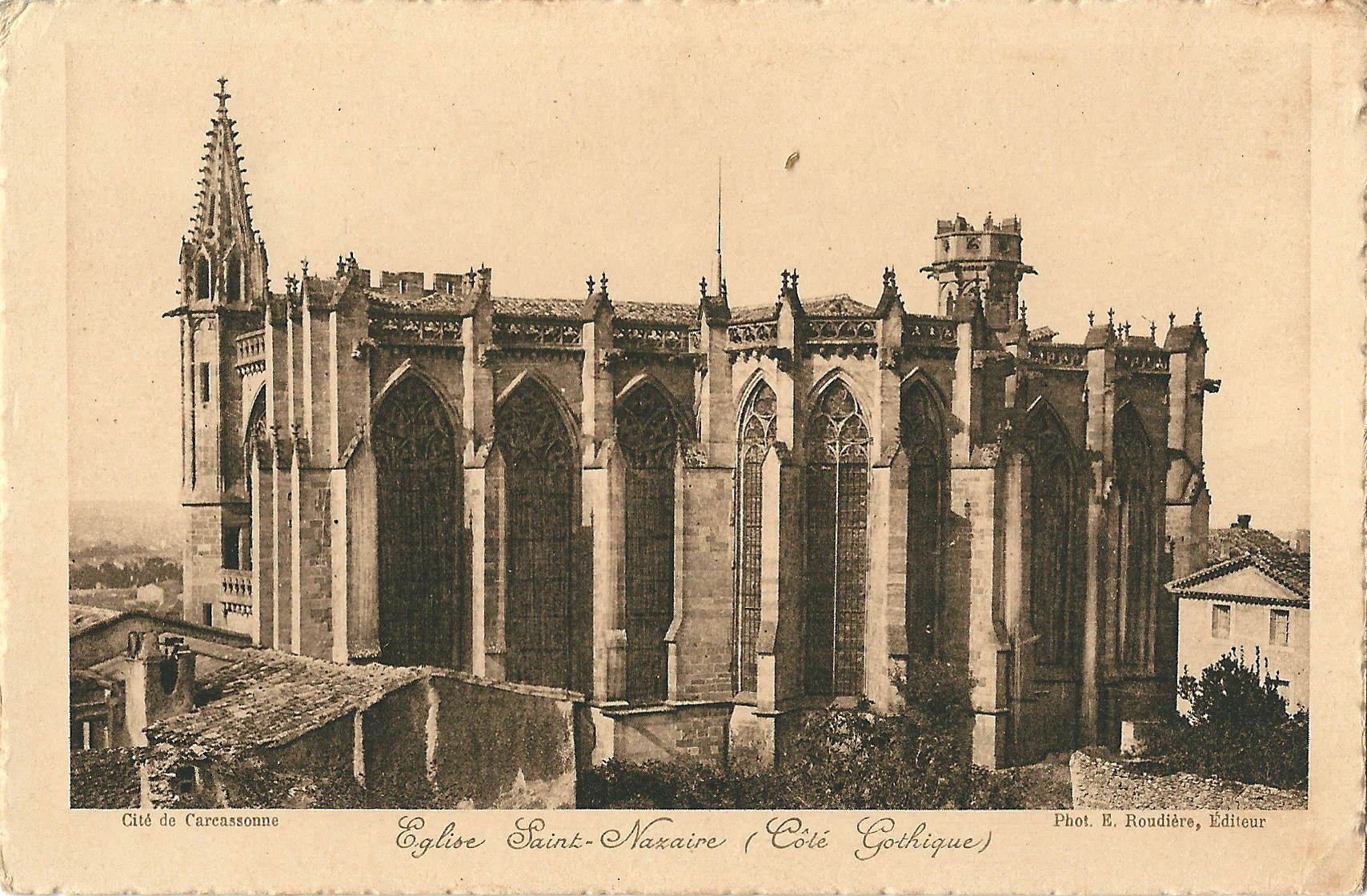
Extérieur du chœur de la basilique Saint-Nazaire au début du XXe siècle.

Eugène Viollet-le-Duc a indiqué que la partie gothique de la cathédrale a été réalisée par deux architectes. Le premier a été embauché par Bernard de Capendu et a fait le plan général de l'édifice. Le second, choisi par Pierre de la Chapelle, vers 1290, a placé les voûtes des chapelles et du collatéral oriental du transept. Leurs choix techniques et des modèles montrent qu'ils étaient tous les deux d'origine parisienne.
Des statues d'apôtres sont adossées contre les piles du chœur et de l'abside. Elles reprennent le modèle des statues de la chapelle haute de la Sainte-Chapelle de Paris.
L'abside et le chœur étaient peints. Eugène Viollet-le-Duc a retrouvé et publié ce décor.
Jusqu'au XVIIIe siècle, la cathédrale Saint-Nazaire demeure pourtant le principal centre religieux de Carcassonne. À la fin de l'Ancien Régime, le chapitre cathédral entretient même un petit corps de musique comptant un organiste, un maître de musique et au moins cinq enfants de chœur. En 1790, cependant, le chapitre est supprimé. Ce n'est qu'en 1801 que l'église est déchue de son rang de cathédrale de Carcassonne au profit de l'église Saint-Michel, située dans la bastide à l'extérieur de la Cité. Ce transfert se déroule alors que la Cité est désertée par ses habitants au profit de la ville basse. Le titre de basilique lui est octroyé en 1898 par le pape Léon XIII.
Une communauté de chanoines vivait à proximité de la cathédrale avec une salle capitulaire et le dortoir à l'est, le réfectoire et les cuisines au sud et les caves et écuries à l'ouest. Mais l'ensemble des bâtiments sont démolis en 1792. Un cloître s'élevait également au sud de l'édifice. Son emplacement est aujourd'hui occupé par un théâtre de plein air établi en 1908.
L'église est restée cathédrale jusqu'en 1803.

### Rénovations duXIXesiècle

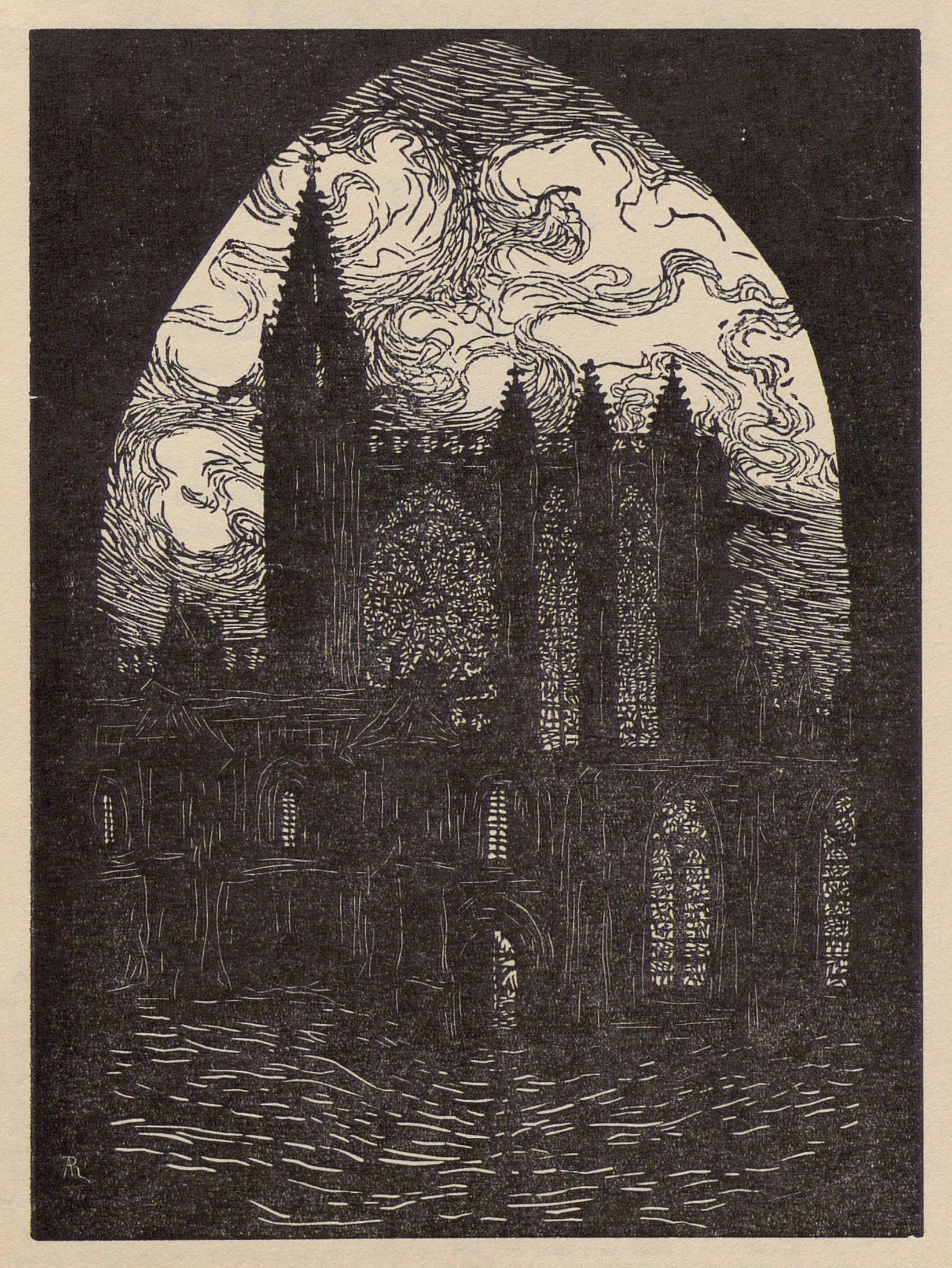
Extérieur de la basilique Saint-Nazaire en 1924. Gravure sur bois d'Achille Rouquet, d'après un dessin de son fils.

Les rénovations d'Eugène Viollet-le-Duc ont largement transformé l'extérieur de la basilique, mais l'intérieur est le plus remarquable. Les deux styles, gothique et roman, se superposent sur les vitraux, les sculptures et tous les décors de l'église. Les façades comportent de nombreux vitraux des XIIIe et XIVe siècles : ceux-ci représentent des scènes de la vie du Christ et de ses apôtres.
Le portail roman a quant à lui été entièrement refait au XIXe siècle lors des restaurations de Viollet-le-Duc.

### Rénovations du début duXXIesiècle
Après la mise au norme des installations électriques réalisée en 2018, des travaux de restauration de l'extérieur de l'édifice (couvertures du chœur et du transept) ont commencé en juillet 2020.

### Protection
L'édifice a été classé au titre des monuments historiques en 1840. De nombreux objets sont référencés dans la base Palissy (voir les notices liées).

## Vitraux
Les vitraux forment un ensemble important qui décorent le sanctuaire et le transept. La verrière d'axe est consacrée à l'Enfance et à la Passion du Christ et remonte aux années 1280. Elle est entourée de verrières Renaissance. Elles sont suivies de vitraux consacrés aux vies de saint Pierre et saint Paul, à gauche, et des vies des patrons de l'église, saint Nazaire et saint Celse, à droite, qui reproduisent les mêmes dispositions que la verrière d'axe et datent de 1300-1310.
Les vitraux des deux premières chapelles de chaque bras du transept se développent autour du thème de l'arbre : l'arbre de Jessé entouré de prophètes datant du XIVe siècle, à gauche, l'arbre de Vie d'où partent des branches vers des prophètes et portant des inscriptions, à droite, attribué aux années 1310-1320. Lors de sa restauration en 1860 par Alfred Gérente, l'arbre de Vie a été remplacé de façon erronée par l'arbre de la tentation d'Adam et Eve.
Les façades des bras du transept sont percées de grandes roses rayonnantes.

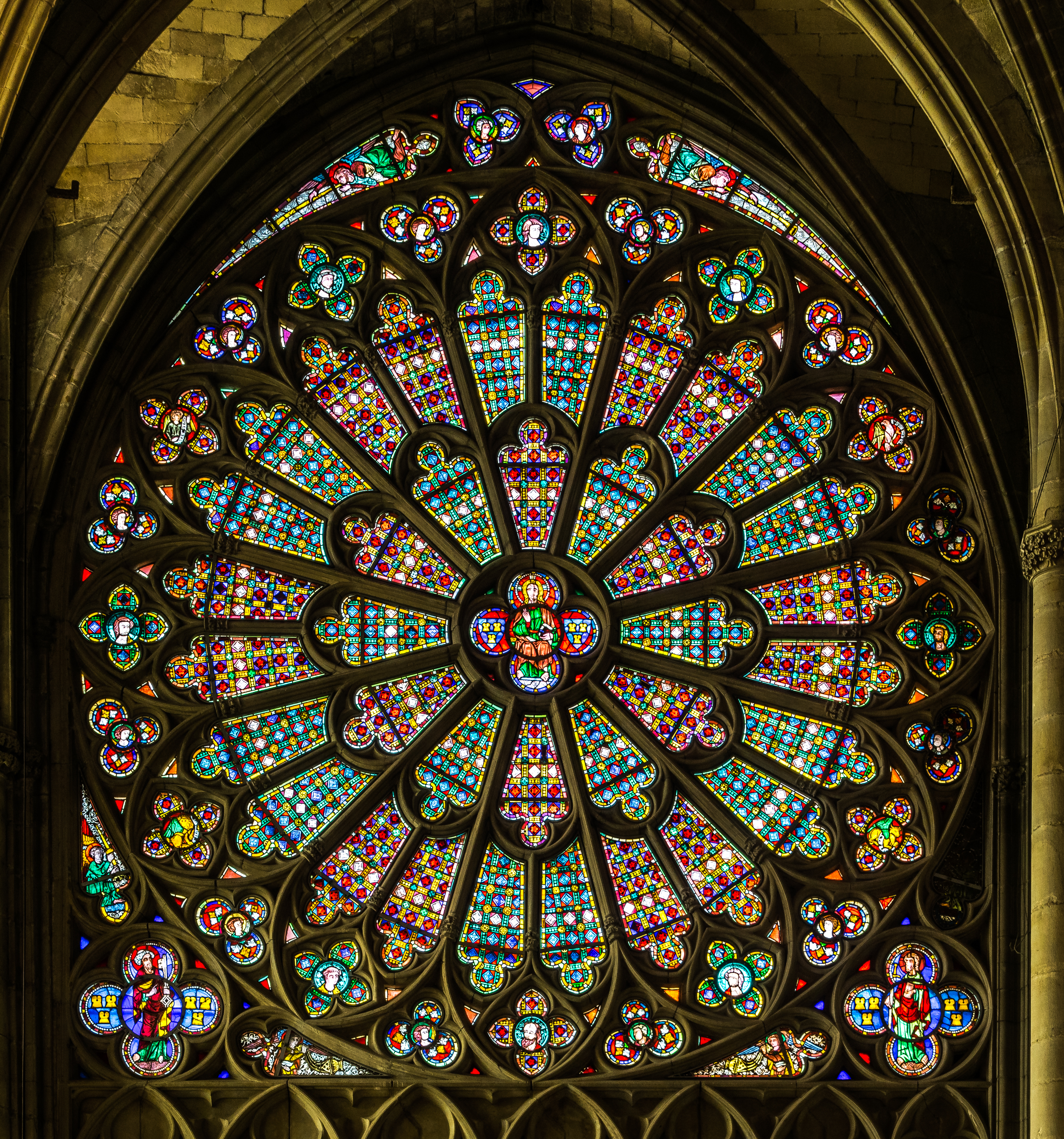
Rose de la basilique.
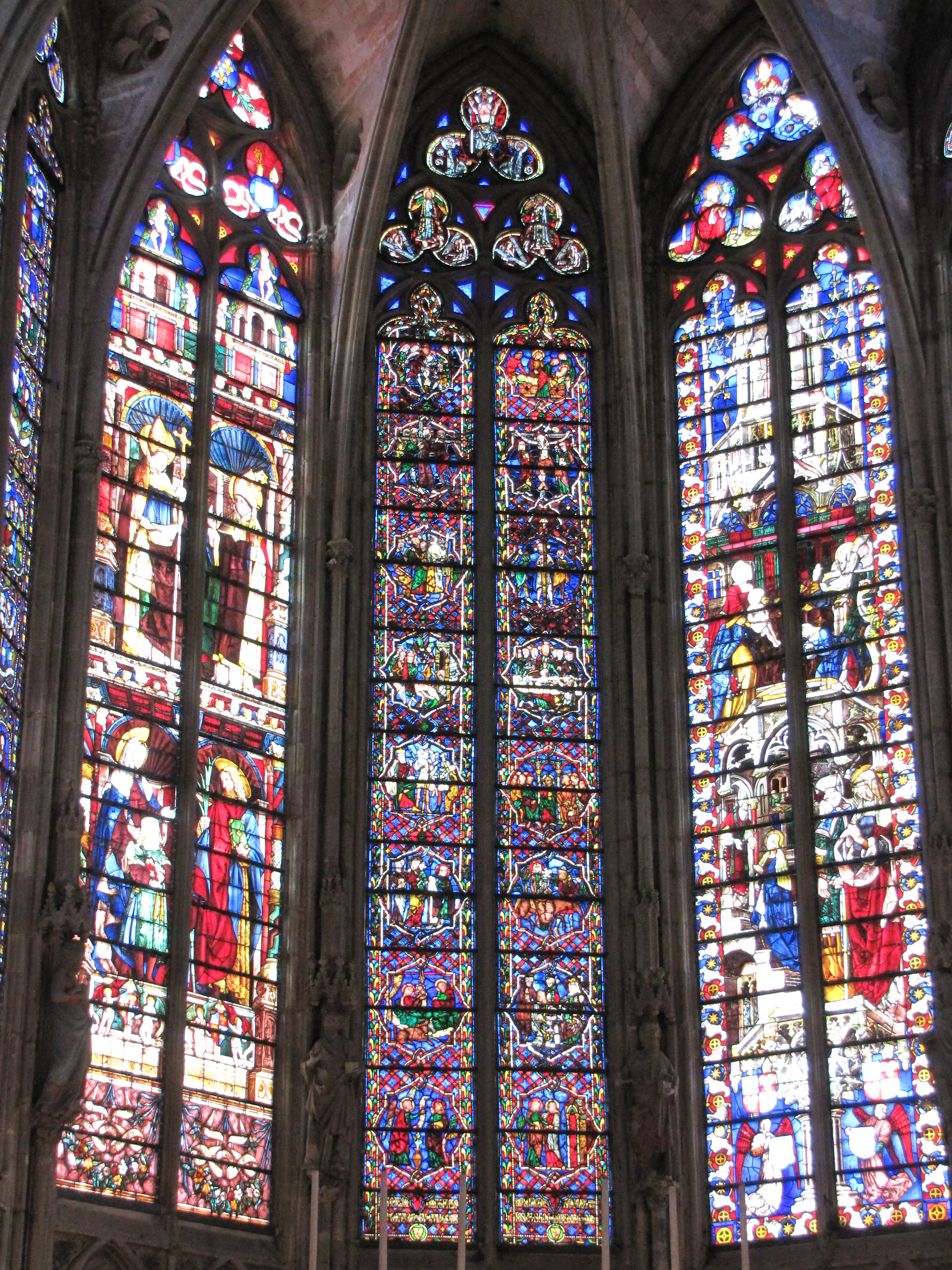
Vitraux de l'abside.
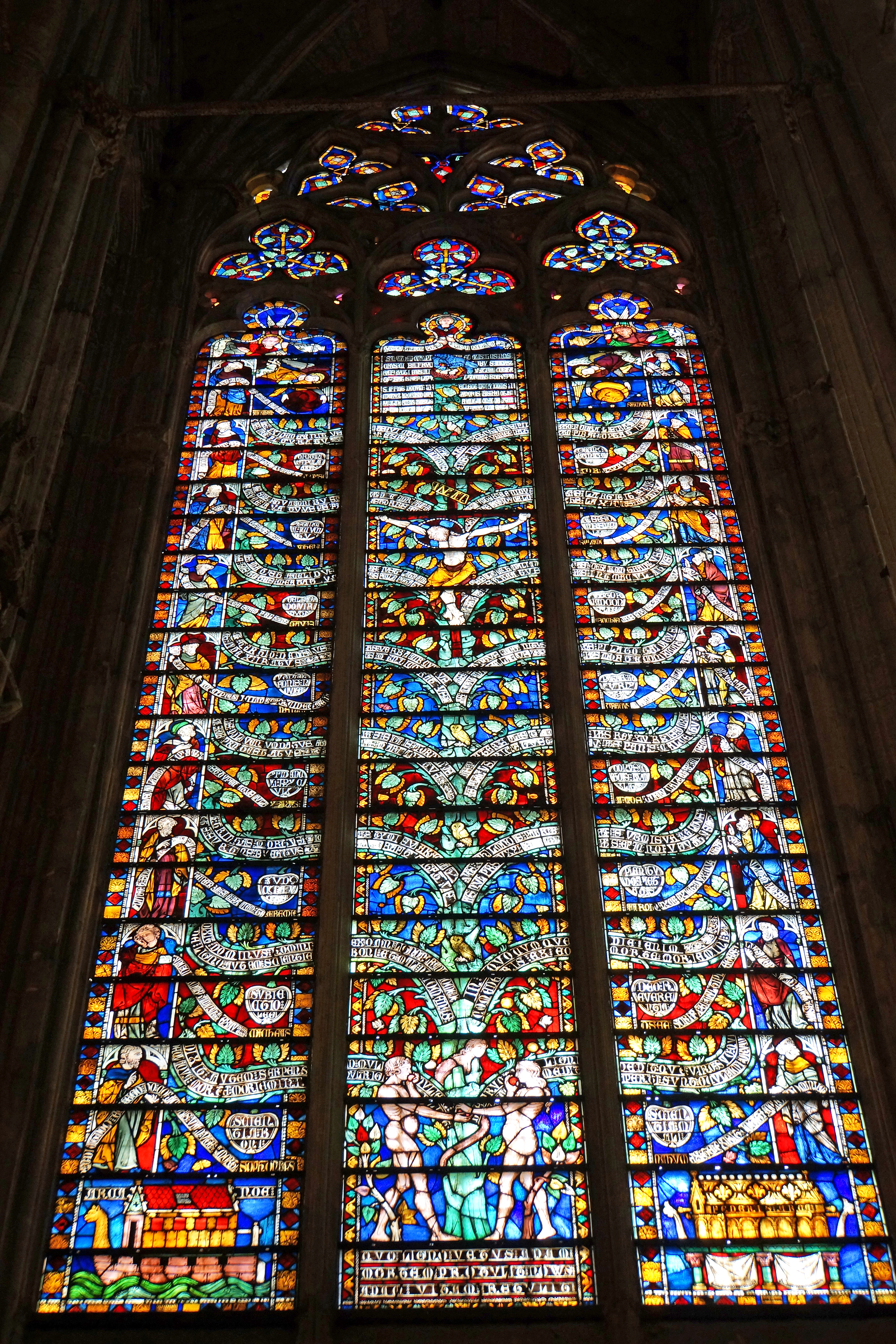
Verrière de l'Arbre de Vie.
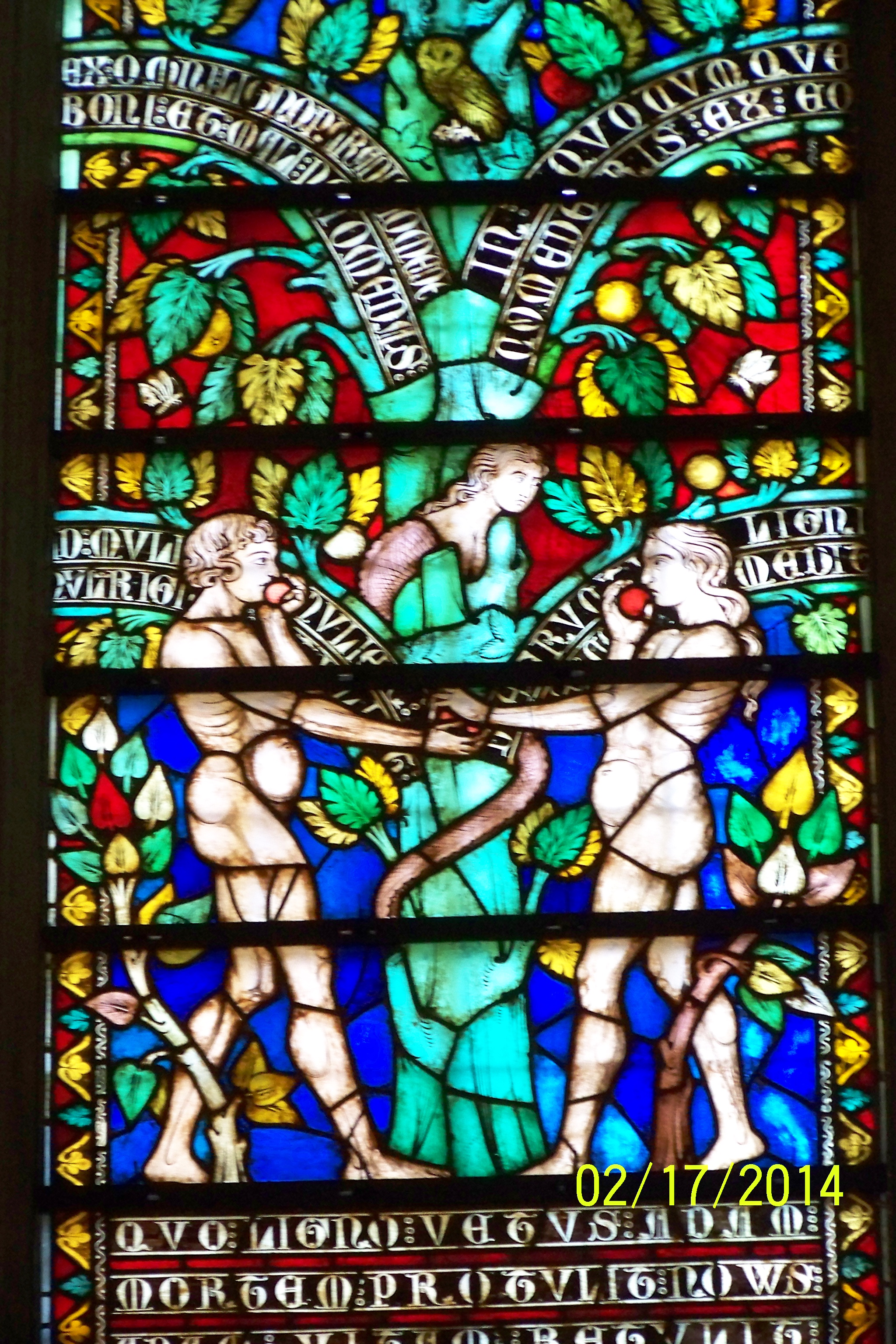
Verrière de l'Arbre de Vie : Tentation d'Adam et Ève.
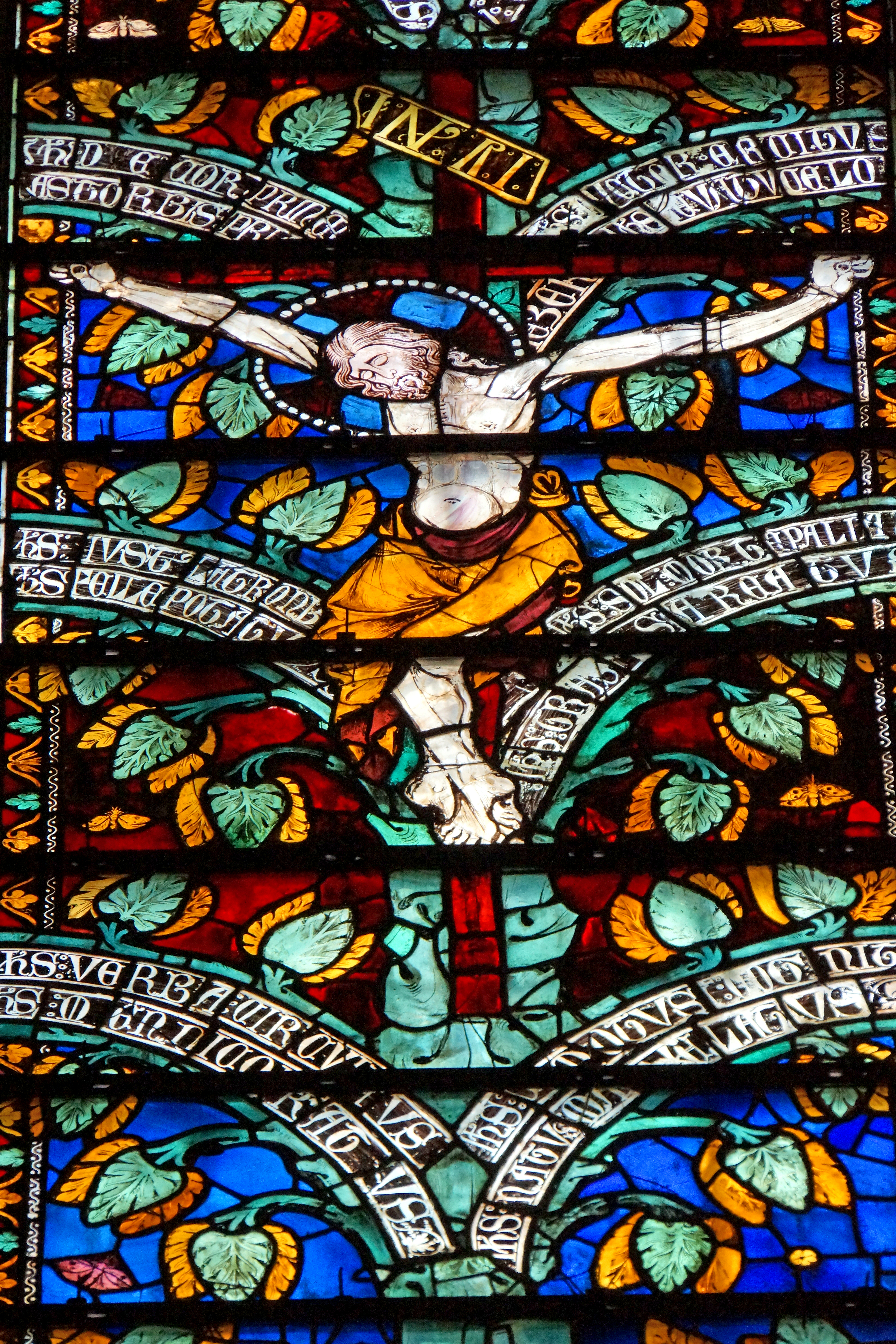
Verrière de l'Arbre de Vie : Crucifixion.

## Orgue
En 1637, Vitalis de Lestang offre à la cathédrale un orgue neuf réalisé par le facteur poitevin Crespin Verniole. Le buffet est l'œuvre de Jean Rigail et Jean Mélair.
L'orgue a été commandé en 1679 au facteur Jean de Joyeuse et réalisé entre 1680 et 1688. L'orgue a été relevé et agrandi en 1772-1775 par Jean-Pierre Cavaillé,.
La partie instrumentale a été restaurée entre 1900 et 1904 par le facteur Michel Roger.
L'orgue a été classé monument historique au titre objet en 1970. L'orgue, en mauvais état, a été restauré par Bartolomeo Formentelli (Barthélemy Formentelli), de 1982 à 1985. L'orgue restauré a été inauguré par Michel Chapuis, le 16 mai 1985.
Composition
| Positif de dos 48 notes |
| Montre 8'               |
| Bourdon 8'              |
| Prestant 4'             |
| Nazard 2' 2/3           |
| Doublette 2'            |
| Tierce 1' 3/5           |
| Larigot 1' 1/3          |
| Plein-jeu V rgs         |
| Cromorne 8'             |

| Grand-Orgue 48 notes |
| Bourdon 16'          |
| Montre 8'            |
| Bourdon 8'           |
| Prestant 4'          |
| Nazard 2' 2/3        |
| Doublette 2'         |
| Quarte 2'            |
| Tierce 1' 3/5        |
| Grand cornet V rgs   |
| Fourniture IV rgs    |
| Cymbale III rgs      |
| Trompette 8'         |
| Voix Humaine 8'      |
| Clairon 4'           |

| Positif intérieur 48 notes |
| Bourdon 8'                 |
| Prestant 4'                |
| Flûte 4'                   |
| Nazard 2' 2/3              |
| Doublette 2'               |
| Tierce 1' 3/5              |
| Flageolet 1'               |
| Fourniture IV rgs          |
| Trompette 8'               |

| Récit 30 notes |
| Flûte 8'       |
| Cornet IV rgs  |
| Hautbois 8'    |

| Pédale 28 notes |
| Flûte 8'        |
| Flûte 4'        |
| Bombarde 16'    |
| Trompette 8'    |
| Clairon 4'      |

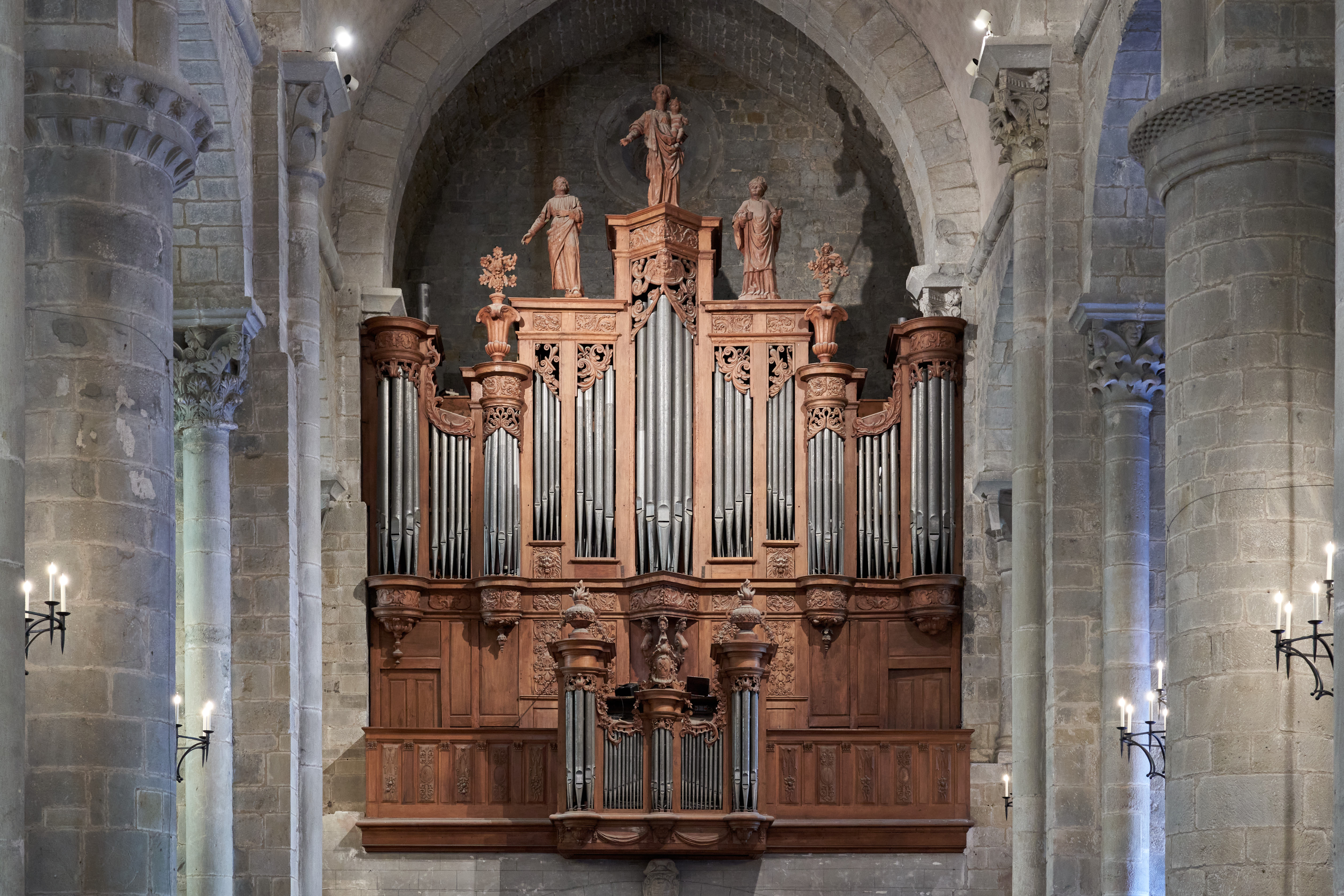

Le pédalier est à la française, et les transmissions mécaniques.

## Évêques inhumés dans la basilique
- Guillaume Radulphe ou Guilhem Razouls, évêque de 1255 à 1266;
- Pierre de Rochefort, évêque de 1300 à 1321;
- Pierre Rodier, évêque de 1323 à 1329;
- Christophe de Lestang, évêque de 1603 à 1621;
- Vitalis de Lestang, évêque de 1621 à 1652;
- Louis-Joseph Adhémar de Monteil de Grignan, évêque de 1681 à 1722.

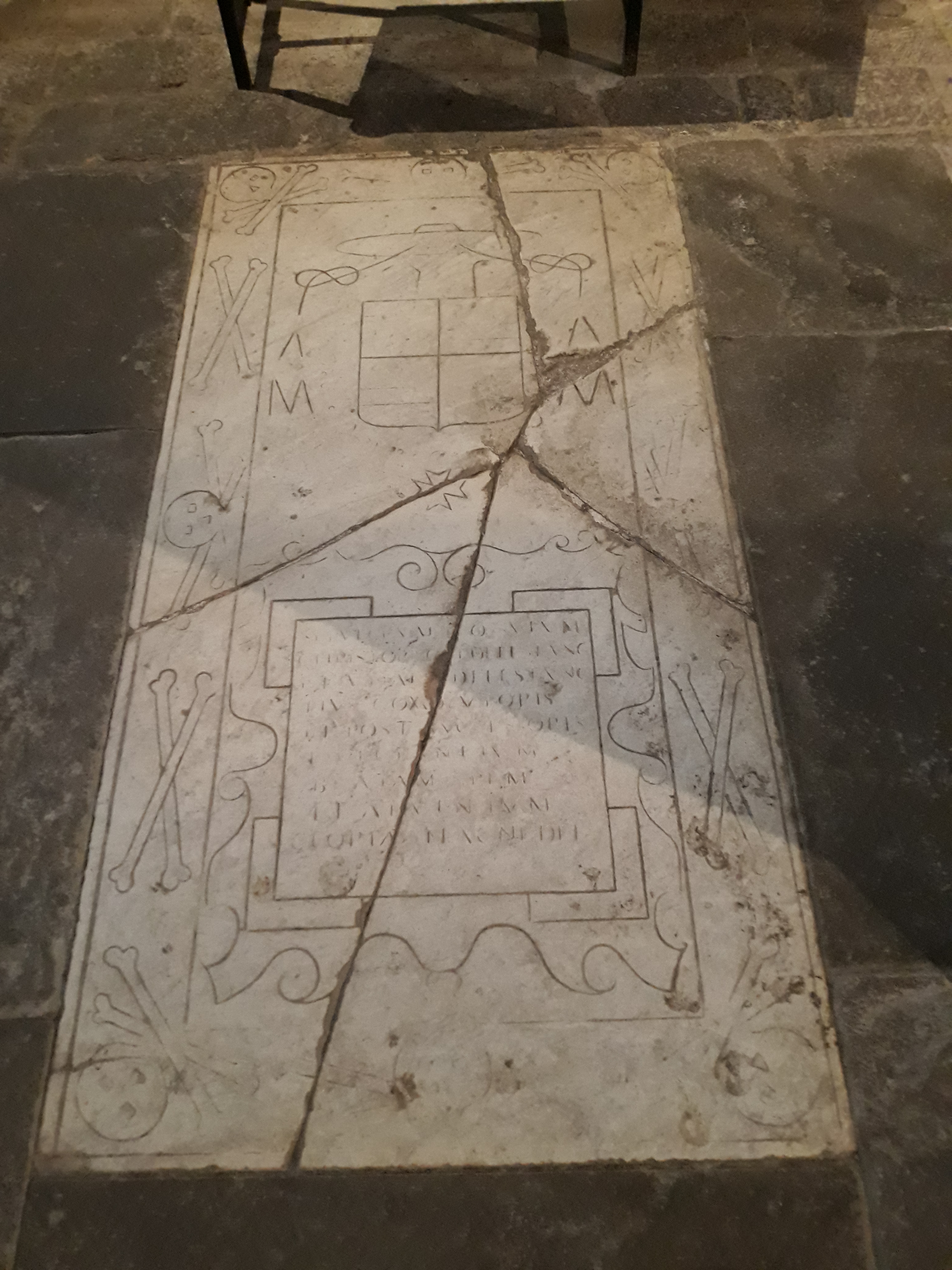
Sépulture de Christophe et Vital de Lestang, située dans la basilique Saint-Nazaire à Carcassonne.
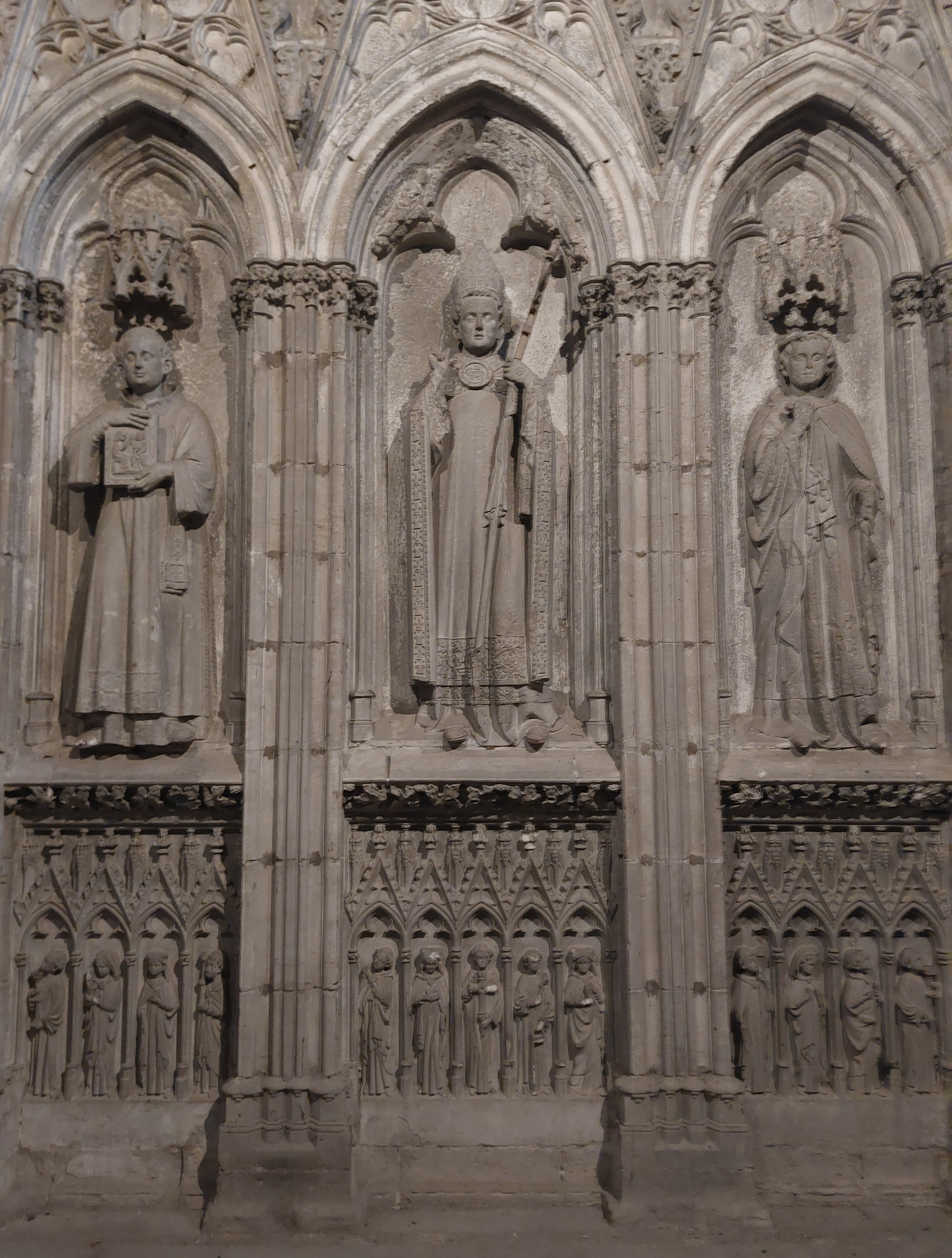
L'évêque, Pierre de Rochefort, entouré de ses diacres. Monument funéraire surplombant sa dalle mortuaire visible dans la basilique Saint-Nazaire.
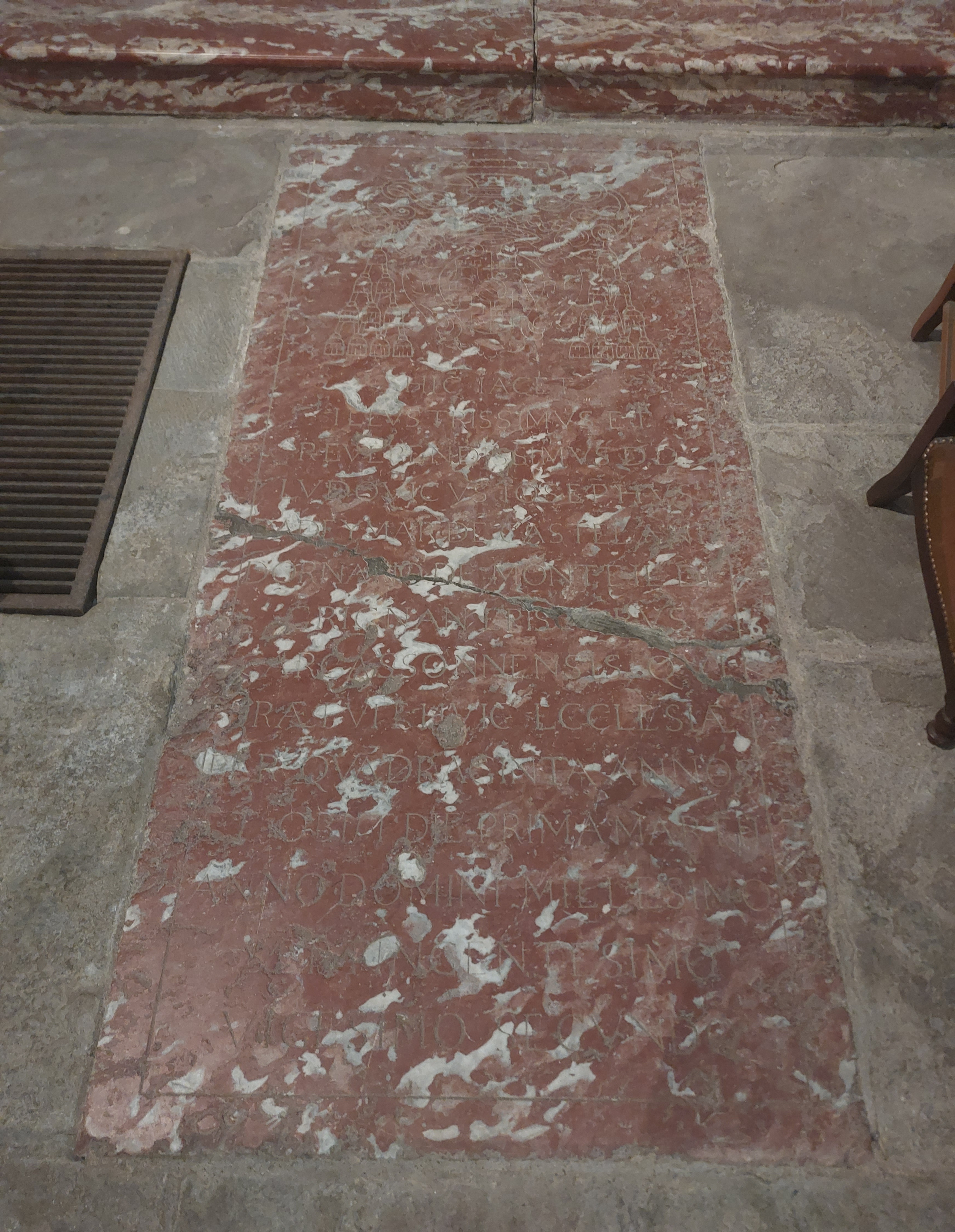
Dalle funéraire de l'évêque Louis-Joseph Adhémar de Monteil de Grignan, visible dans une chapelle de la basilique.